# Șoimu
Șoimu – wieś w Rumunii, w okręgu Teleorman, w gminie Smârdioasa. W 2011 roku liczyła 460 mieszkańców.